# Siderische dag
De siderische dag (Latijn sidus, ster) is de periode waarin de Aarde een volledige omwenteling om haar as maakt. Zo'n volledige omwenteling wordt bepaald door twee op elkaar volgende culminaties van een denkbeeldige, oneindig verre vaste ster, dat wil zeggen een ster zonder eigenbeweging. "Siderisch" betekent zoveel als "ten opzichte van de sterren". 
De siderische dag is praktisch gelijk aan een sterrendag, de periode waarin de Aarde een omwenteling om haar as maakt ten opzichte van het lentepunt. De sterrendag is ongeveer 8 milliseconden korter dan de siderische dag, omdat het lentepunt met een snelheid van 50,29 boogseconden per jaar westwaarts over de ecliptica beweegt, de aarde tegemoet. De vereiste nauwkeurigheid van een tijdmeting is doorgaans niet zo groot dat het door elkaar gebruiken van siderische dag en sterrendag tot problemen leidt.
Door allerlei oorzaken, zoals massaverplaatsingen binnen de Aarde (zoals aardbevingen), de beweging van de watermassa van de oceanen, de getijdenwerking, is de siderische dag niet constant; de variaties en veranderingen zijn echter zeer gering, in de orde van milliseconden gedurende ettelijke jaren. De gemiddelde siderische dag is iets korter dan een zonnedag, te weten: 23 uren, 56 minuten en 4,0989 seconden (of 86.164,0989 seconden). Er gaan 366,2422 siderische dagen in een tropisch jaar van 365,2422 middelbare zonnedagen.
Dat er één siderische dag meer is dan er zonnedagen in een jaar zijn, is te verklaren doordat de rondgang van de Aarde om de Zon een dag compenseert, zodat een waarnemer op Aarde ruim 365 dagen ziet, hoewel de planeet zelf ruim 366 keer om zijn as is gedraaid. (De Aarde draait in dezelfde richting om haar as als zij om de Zon draait; vanuit de noordelijke hemel gezien tegen de klok in.)